# 井戶敏三
井戶敏三（日语：／ Ido Toshizō，1945年8月10日—）日本自治・總務官僚、政治人物。曾連任5屆兵庫縣知事（2001年至2021年），以及兵庫縣副知事（1996年 - 2001年）。他擔任知事達20年，為在任時間最長及當選屆數最多的兵庫縣知事。

## 外部連結
- 井戸敏三プロフィール（页面存档备份，存于） - 兵庫県ホームページ
- 井戸敏三 公式ページ（idotoshi.net）（页面存档备份，存于）

| 官衔            | 官衔                             | 官衔            |
| --------------- | -------------------------------- | --------------- |
| 前任： 貝原俊民 | 兵庫縣知事 民選：2001年 - 2021年 | 繼任： 齋藤元彥 |